# Вилбрахам (Масачусетс)
Вилбрахам (енгл. Wilbraham) насељено је место без административног статуса у америчкој савезној држави Масачусетс.

## Демографија
По попису из 2010. године број становника је 3.915, што је 371 (10,5%) становника више него 2000. године.
| Група             | 2000.         | 2010.         |
| Белци             | 3.417 (96,4%) | 3.653 (93,3%) |
| Афроамериканци    | 37 (1,0%)     | 70 (1,8%)     |
| Азијати           | 28 (0,8%)     | 69 (1,8%)     |
| Хиспаноамериканци | 50 (1,4%)     | 94 (2,4%)     |
| Укупно            | 3.544         | 3.915         |